# Nelchina
Nelchina és una concentració de població designada pel cens dels Estats Units a l'estat d'Alaska. Segons el cens del 2000 tenia 71 habitants.

## Demografia
Segons el cens del 2000, Nelchina tenia 71 habitants, 27 habitatges, i 20 famílies La densitat de població era de 0,6 habitants/km².
Dels 27 habitatges en un 25,9% hi vivien nens de menys de 18 anys, en un 66,7% hi vivien parelles casades, en un 0% dones solteres, i en un 25,9% no eren unitats familiars. En el 25,9% dels habitatges hi vivien persones soles el 3,7% de les quals corresponia a persones de 65 anys o més que vivien soles. El nombre mitjà de persones vivint en cada habitatge era de 2,63 i el nombre mitjà de persones que vivien en cada família era de 3,15.
Per edats la població es repartia de la següent manera: un 28,2% tenia menys de 18 anys, un 5,6% entre 18 i 24, un 19,7% entre 25 i 44, un 32,4% de 45 a 60 i un 14,1% 65 anys o més.
L'edat mediana era de 43 anys. Per cada 100 dones hi havia 153,6 homes. Per cada 100 dones de 18 o més anys hi havia 131,8 homes.
La renda mediana per habitatge era de 40.625 $ i la renda mediana per família de 40.625 $. Els homes tenien una renda mediana de 37.917 $ mentre que les dones 18.750 $. La renda per capita de la població era de 10.742 $. Aproximadament el 19% de les famílies i el 17,8% de la població estaven per davall del llindar de pobresa.

## Poblacions més properes
El següent diagrama mostra les poblacions més properes.